# Агдамский железнодорожный и автовокзальный комплекс
Агдамский железнодорожный и автовокзальный комплекс (азерб. Ağdam Dəmir Yolu və Avtovağzal Kompleksi) — железнодорожный и автовокзальный комплекс в городе Агдаме Азербайджана. Является станцией Азербайджанских железных дорог.

## Краткая характеристика
Протяжённость железнодорожной линии Барда—Агдам составляет 47,3 километра.

## История
В 1908 году были начаты работе по прокладке узкоколейной железной дороги Евлах—Барда—Агдам—Ханкенди—Шуша, однако по причине Первой мировой войны эти работы не были завершены.
В 1967 году была сдана в эксплуатацию железная дорога Евлах-Барда-Агдам. Станция Агдам была открыта в 1968 году. В 1978-1979 годы железнодорожная линия была доведена до Степанакерта (ныне Ханкенди).
В связи с Карабахским конфликтом, город Агдам в 1993 году вместе с железнодорожной станцией был занят армянскими вооружёнными формированиями и попал под контроль непризнанной Нагорно-Карабахской Республикой (НКР), после чего линия Барда-Агдам прекратила свою деятельность.
В результате Трёхстороннего заявления, подписанного в ночь с 9 по 10 ноября 2020 года по итогам Второй Карабахской войны, 20 ноября 2020 года Азербайджан восстановил контроль над всей территорией Агдамского района. Согласно распоряжению президента Азербайджана Ильхама Алиева от 24 ноября 2020, на железнодорожной линии Барда-Агдам были начаты проектно-строительные работы.
26 апреля 2025 года было сообщено, что по железнодорожной линии Барда — Агдам новым пассажирским поездом FLIRT, недавно доставленным в страну, был осуществлен тестовый рейс. 10 мая 2025 года с участием президента Алиева состоялось открытие железнодорожной линии Барда — Агдам и Агдамского железнодорожного и автовокзального комплекса. 23 мая 2025 года из Агдама в Баку на поезде отправились помощник президента Азербайджана Хикмет Гаджиев и члены «Координационного штаба по восстановлению и реконструкции освобожденных территорий».